# Élections législatives sud-coréennes de 2024
Les élections législatives sud-coréennes de 2024 ont lieu le 10 avril 2024 afin de renouveler les 300 membres du parlement de la Corée du Sud, l'Assemblée nationale.
Le scrutin est dominé par le duel entre le Parti démocrate, majoritaire dans la législature sortante, et le Pouvoir au peuple du président Yoon Suk Yeol.
Le Parti démocrate remporte une large victoire, qui lui permet de conserver sa majorité absolue des sièges. Ce résultat est une sévère défaite pour Yoon Suk Yeol, qui se retrouve dans l'impossibilité de détenir une majorité favorable à ses projets pour le reste de son mandat, malgré l'arrivée de son parti en tête du scrutin proportionnel. Les élections marquent également l'émergence du parti Reconstruire la Corée.

## Contexte

### Élections législatives de 2020

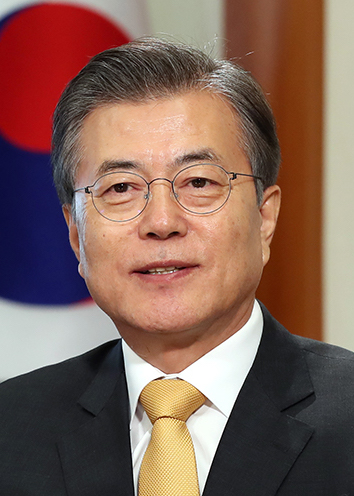
Moon Jae-in.

Organisées dans le contexte de la pandémie de Covid-19, les élections législatives d'avril 2020 voient la victoire du Parti démocrate du président Moon Jae-in. Jusqu'alors empêtré dans des scandales d'abus de pouvoir aggravés par de mauvais résultats en matière économique et une politique étrangère vivement critiquée pour sa supposée complaisance envers le voisin nord coréen, le gouvernement sortant bénéficie de sa très bonne gestion de la pandémie, qui lui vaut un rebond de popularité à quelques mois du scrutin. La Corée du Sud est alors l'un des seuls pays développé à avoir endigué la progression du coronavirus sans recourir à un confinement total de sa population, optant pour une stratégie de dépistage massif et de confinement sélectif des seules personnes entrées en contact avec les malades. De 41 % d'opinions favorables à la fin du mois de janvier, Moon Jae-in remonte ainsi à 57 % une semaine avant le scrutin. Outre la gestion de la pandémie en elle-même, reconnue à l'international, le président parvient à faire de celle-ci la base d'un programme économique en la présentant comme une occasion de restructurer l'économie coréenne autour des nouvelles technologies et de la biopharmacie,. La nette victoire du Parti démocrate lui permet ainsi de passer d'une majorité relative des sièges à l'Assemblée nationale à une majorité absolue. Le taux de participation de 66,19 % est par ailleurs le plus élevé depuis 1992, une performance d'autant plus remarquable que le scrutin se tient en pleine pandémie de Covid-19.
Le scrutin de 2020 est par ailleurs le premier organisé depuis une réforme électorale ayant d'une part abaissé de 19 à 18 ans l'âge d'obtention du droit de vote, et surtout modifié la répartition des sièges élus à la proportionnelle. Les deux tiers de ces derniers passent ainsi d'un système mixte parallèle à un système par compensation, qui attribue des sièges aux partis n'en ayant pas obtenus au scrutin majoritaire, au détriment des gros partis. La réforme suscite l'opposition farouche du Parti de la liberté de Corée et d'une partie du Bareunmiraedang, alors dans l'opposition. Ces derniers tentent d'empêcher son vote en recourant à l'obstruction parlementaire, puis pour certains en viennent même aux mains lors des débats, entrainant l'inculpation pour violences et troubles de l'ordre de plusieurs membres du parti de la liberté - dont son président Hwang Kyo-ahn et la cheffe de son groupe parlementaire, Na Kyung-won — ainsi que de quelques membres du Parti démocratique,,. L'opposition est particulièrement affaiblie par la défaite de deux de ses dirigeants, l'ex-Premier ministre Hwang Kyo-ahn et l'ancien chef de file parlementaire Na Kyung-won ayant échoué à se faire réélire. Le président Moon Jae-in parvient quant à lui à devenir l'un des rares présidents sud-coréens à ne pas connaître de cohabitation au cours de son unique quinquennat.
Finalement votée, la réforme amène les principaux partis à créer de petites formations satellites destinés à capter des sièges pourvus selon le nouveau système, dévoyant l'objectif de la réforme à leur profit. Le parti de la liberté, renommé Parti du futur uni, créé ainsi le Parti de la Corée future, tandis que le Parti démocratique en fait de même en créant le Parti des citoyens. Chacun des partis ne concourt ainsi qu'au scrutin majoritaire, tandis que leurs partis satellites ne concourent qu'au scrutin à la proportionnelle,. Cette stratégie se révèle un succès, les deux camps parvenant à cumuler un nombre élevé de sièges compensatoires, que leurs résultats au scrutin majoritaire ne leur auraient pas permis d'obtenir avec un seul parti. Le dévoiement de la loi électorale par les deux principaux partis fait néanmoins l'objet de vives critiques. Celle-ci a en effet abouti à une concentration plus importante encore de leurs parts des sièges au détriment des petits partis, à l'inverse du résultat désiré qui était de favoriser la représentation de ces derniers afin de réduire la prépondérance du bipartisme. Quelques mois à peine après le scrutin, le Parti démocratique entreprend la fusion du Parti des citoyens ensemble en son sein. Le Parti du futur uni en fait de même avec le parti de la Corée future, avant de prendre le nom de Pouvoir au peuple. La loi électorale est par la suite remaniée afin d'attribuer l'ensemble des sièges à la proportionnelle au système par compensation.

### Élection présidentielle de 2022

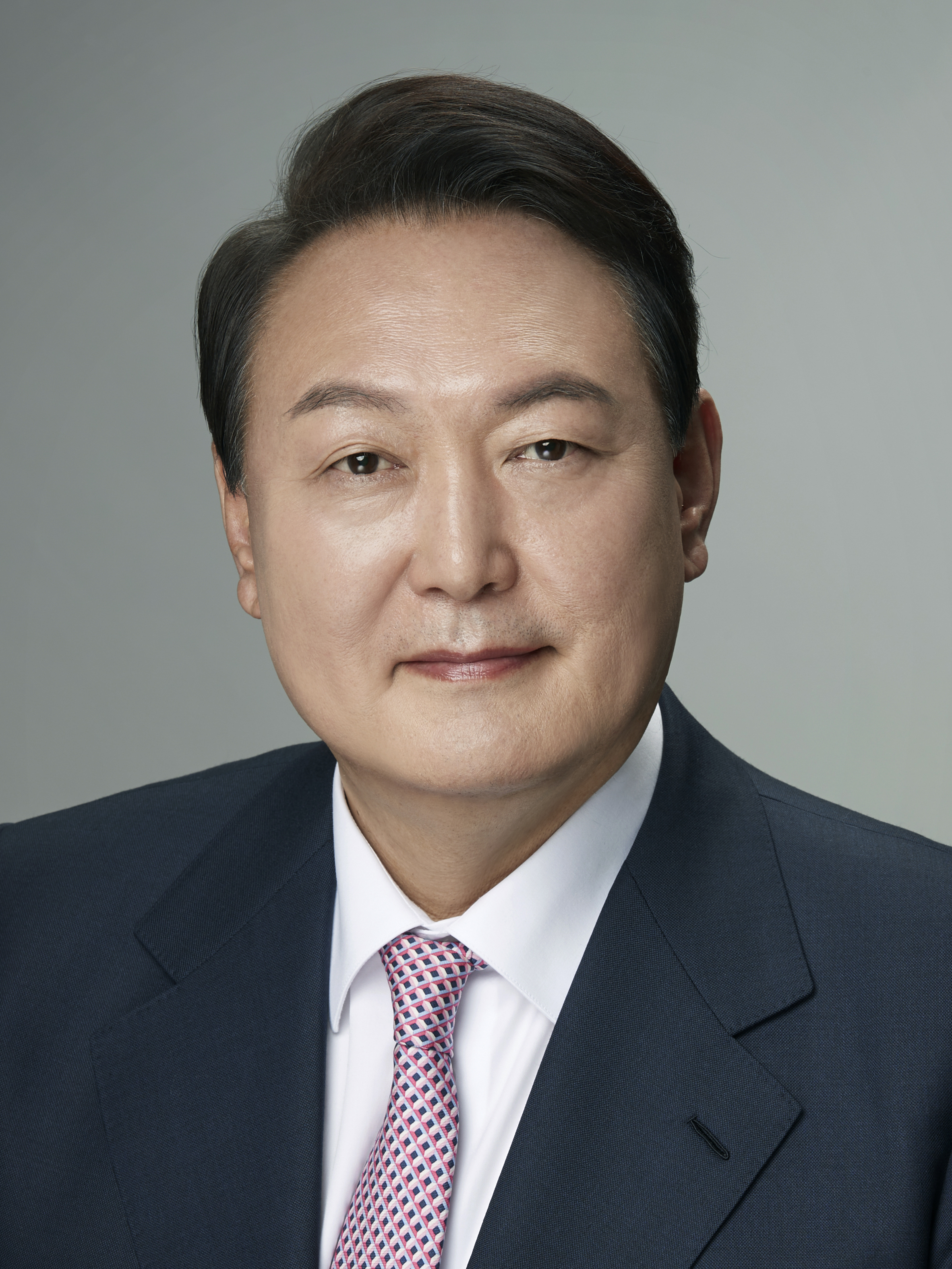
Yoon Suk Yeol.

L'élection présidentielle sud-coréenne de 2022 conduit à une alternance avec la victoire de Yoon Suk Yeol, candidat du Pouvoir au peuple sur Lee Jae-myung, candidat du Parti démocrate.
La crise du logement est l'un des thèmes les plus abordés au cours de la campagne, les prix ayant presque doublé en quelques années. Alors qu'un ouvrier devait, en 2017, consacrer vingt ans de salaire pour s'acheter une maison, il lui en faut près de quarante en 2021. Cette crise contribue à la dette des ménages ; en hausse constante depuis les années 1960, elle s’élève en 2020 à plus de 200 % du revenu disponible. Yoon Suk Yeol promet de construire des logements tout en privilégiant une baisse drastique des impôts immobiliers pour faire baisser les prix,. 
Yoon Suk Yeol fait notamment campagne sur l'antiféminisme, promettant d’abolir le ministère de l’égalité des genres, dont il juge le budget de 24,5 milliards de dollars trop élevé. Le candidat accuse également les féministes d’être responsables du faible taux de natalité. Ce discours trouve écho auprès d'une part importante de la jeunesse masculine sud-coréenne, alors que les mobilisations lors de la vague MeToo ou en faveur du droit à l'avortement et de l'égalité salariale ont été mal vécues dans une société encore jugée comme très patriarcale. En juin 2021, un sondage du journal Hankook Ilbo montrait que 83 % des hommes entre 20 et 39 ans estimaient souffrir de discriminations de genre. Ces derniers reprochent tout particulièrement au service militaire, qui impose près de deux années de service obligatoire aux coréens âgés de 18 à 28 ans, de ne concerner que les hommes,,,. Sont également visés les politiques de quota féminins dans les sphères politiques et économiques, une forme de discrimination basée sur le genre perçue comme injuste .
Bien que largement éclipsé de la campagne par rapport aux scrutins précédents, le sujet des relations avec la Corée du Nord voit nettement s'opposer les candidats. Si Lee Jae-myung se positionne pour une continuité de la politique de dialogue entamée par le président Moon Jae-in, Yoon Suk Yeol se déclare partisan d'une ligne de « rupture » n'hésitant pas à menacer le voisin nord-coréen de frappes préventives en cas de danger imminent. Le candidat pousse également à un alignement sur la ligne dure du président américain Joe Biden vis à vis de la Chine, dont la popularité est alors en forte baisse en Corée du Sud, là ou le candidat démocrate se positionne pour une poursuite des relations amicales avec la Chine.
Yoon Suk Yeol l'emporte d'une courte tête, et Lee Jae-myung reconnaît sa défaite le soir même avant de féliciter Yoon,. La passation de pouvoir intervient le 10 mai 2022. Le nouveau président est confronté à une assemblée nationale dominée par le Parti démocratique, hostile à ses projets, et ne peut ainsi gouverner que par l'utilisation de décrets et de son veto présidentiel, en attendant une victoire espérée aux élections législatives de 2024.

### Tentative d'assassinat de Lee Jae-myung

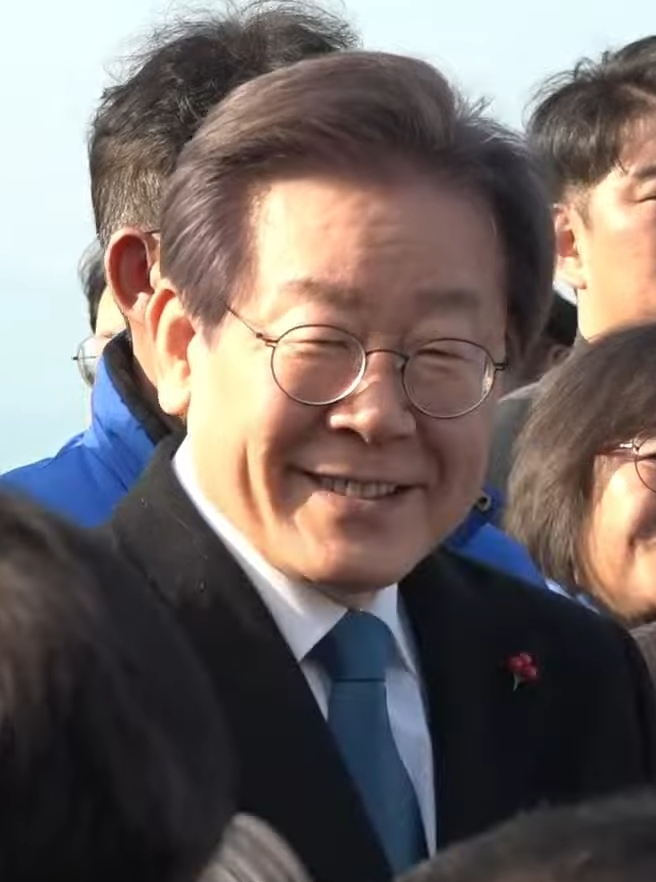
Lee Jae-myung, peu avant l'attaque.

Le 2 janvier 2024, le chef de file du Parti démocrate, Lee Jae-myung, est poignardé au cou par un homme lors d'un déplacement politique à Busan. L'agresseur, un agent immobilier en difficultés financières, venait de l'approcher en demandant un autographe alors qu'il déambulait dans les rues accompagné de journalistes et partisans.
Gravement blessé à la veine jugulaire interne, Lee Jae-myung est transporté à l'hôpital de Busan, puis à Séoul, où il est opéré pendant deux heures ; selon les médecins, un coup à l'artère carotide lui aurait été fatal. Cette tentative d'assassinat s'inscrit dans le cadre d'une brutalisation de la vie politique sud-coréenne contemporaine : ont notamment été attaqués le président du Parti démocrate Song Young-gil en 2022 et la dirigeante du parti conservateur Park Geun-hye en 2006.

## Système électoral

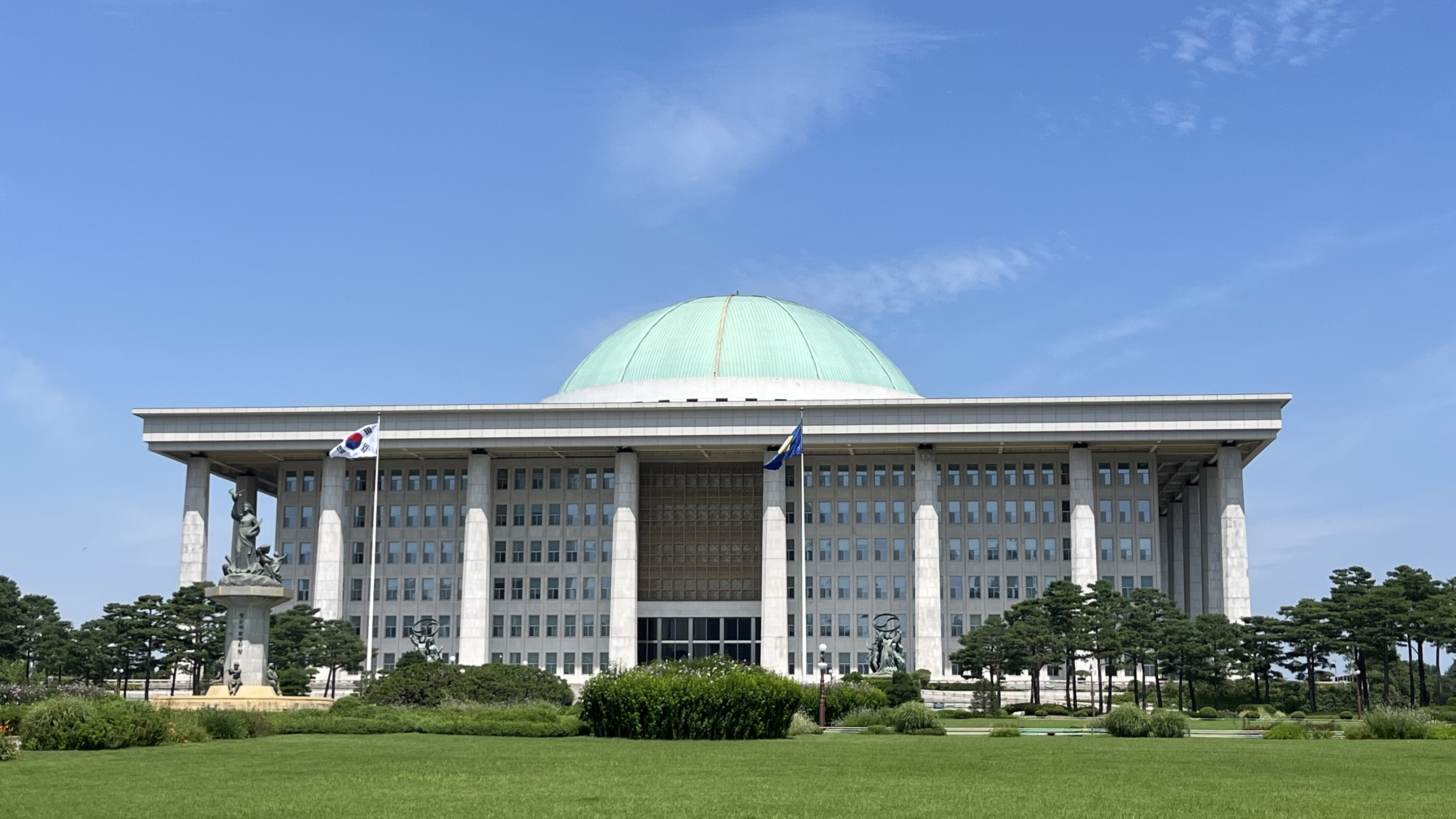
Siège de l'assemblée sud-coréenne à Séoul.

La Corée du Sud est dotée d'un parlement unicaméral, l'Assemblée nationale, composé de 300 sièges pourvus pour quatre ans selon un système mixte. Sur ce total, 254 sièges sont ainsi pourvus au scrutin uninominal majoritaire à un tour dans autant de circonscriptions. Les 46 sièges restants sont pourvus au scrutin proportionnel plurinominal avec listes fermées et seuil électoral de 3 % dans une unique circonscription nationale. Après décomptes des voix, les sièges à la proportionnelle sont répartis en appliquant le quota de Hare et au plus fort reste entre tous les partis ayant franchi le seuil électoral ou obtenu au moins cinq sièges majoritaire. La répartition est faite selon un système par compensation priorisant les partis dont la part des sièges au scrutin majoritaire est inférieure à sa part des voix à la proportionnelle,. Le nombre de sièges pourvu par chaque système peut varier d'un scrutin à l'autre. Il était ainsi de 253 sièges majoritaires et 47 proportionnels en 2020.
Le système par compensation utilisé pour la part élue à la proportionnelle permet d'attribuer en priorité les sièges aux partis dont la part des sièges obtenus au scrutin majoritaire est inférieure à leurs part des voix à la proportionnelle, de manière à s'en rapprocher le plus possible. Ce système tend vers davantage de représentativité en attribuant des sièges aux formations sous-représentées par le scrutin majoritaire.

## Forces en présences
Les résultats en sièges cumulent ceux obtenus par le Parti démocratique de Corée avec ceux du Parti des citoyens ensemble, et ceux du  Pouvoir au peuple — à l'époque Parti du futur uni — avec ceux du Parti de la Corée future, avant leur fusions respectives.
| Parti | Parti                                             | Idéologie                                                                            | Chef de file  | Résultat en 2020             |
| ----- | ------------------------------------------------- | ------------------------------------------------------------------------------------ | ------------- | ---------------------------- |
|       | Parti démocrate Deobureominjudang                 | Centre à centre gauche Social-libéralisme, libéralisme, progressisme                 | Lee Jae-myung | 49,91 % des voix 180 députés |
|       | Pouvoir au peuple Miraetong-hap dang              | Droite à extrême droite National-conservatisme, conservatisme social, anticommunisme | Hwang Kyo-ahn | 41,45 % des voix 103 députés |
|       | Parti de la justice Jeonguidang                   | Gauche Social-démocratie, réformisme, progressisme                                   | Sim Sang-jung | 1,69 % des voix 6 députés    |
|       | Parti pour la subsistance du peuple Minsaeng-dang | Centre à centre droit Libéral-conservatisme, conservatisme sociétal                  | Kim Jung-hwa  | 1,44 % des voix 0 députés    |
|       | Reconstruire la Corée                             | Centre gauche Réformisme, progressisme                                               | Cho Kuk       | Nouveau                      |

## Sondages

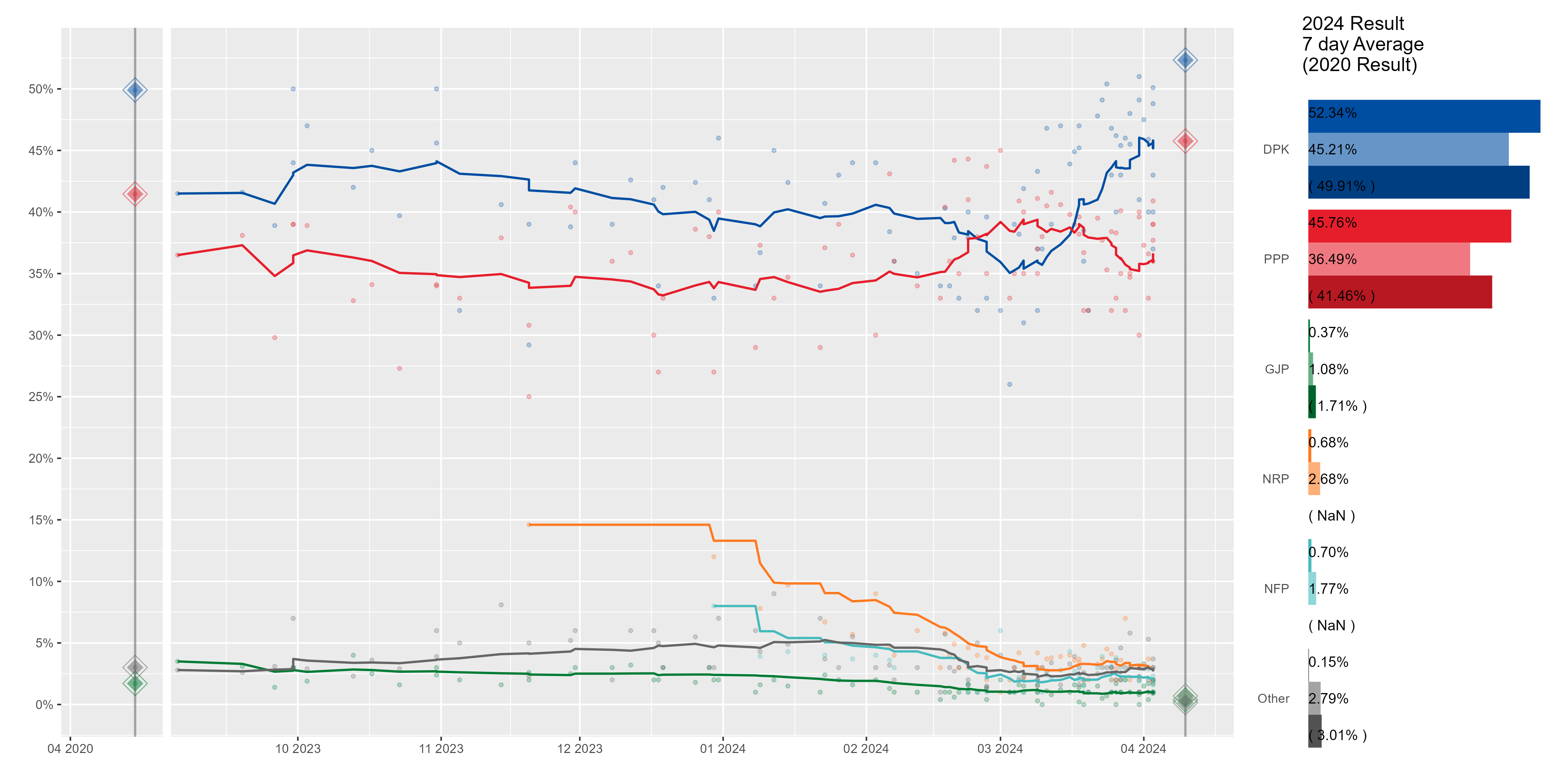
Moyenne lissée des sondages pour le scrutin majoritaire.

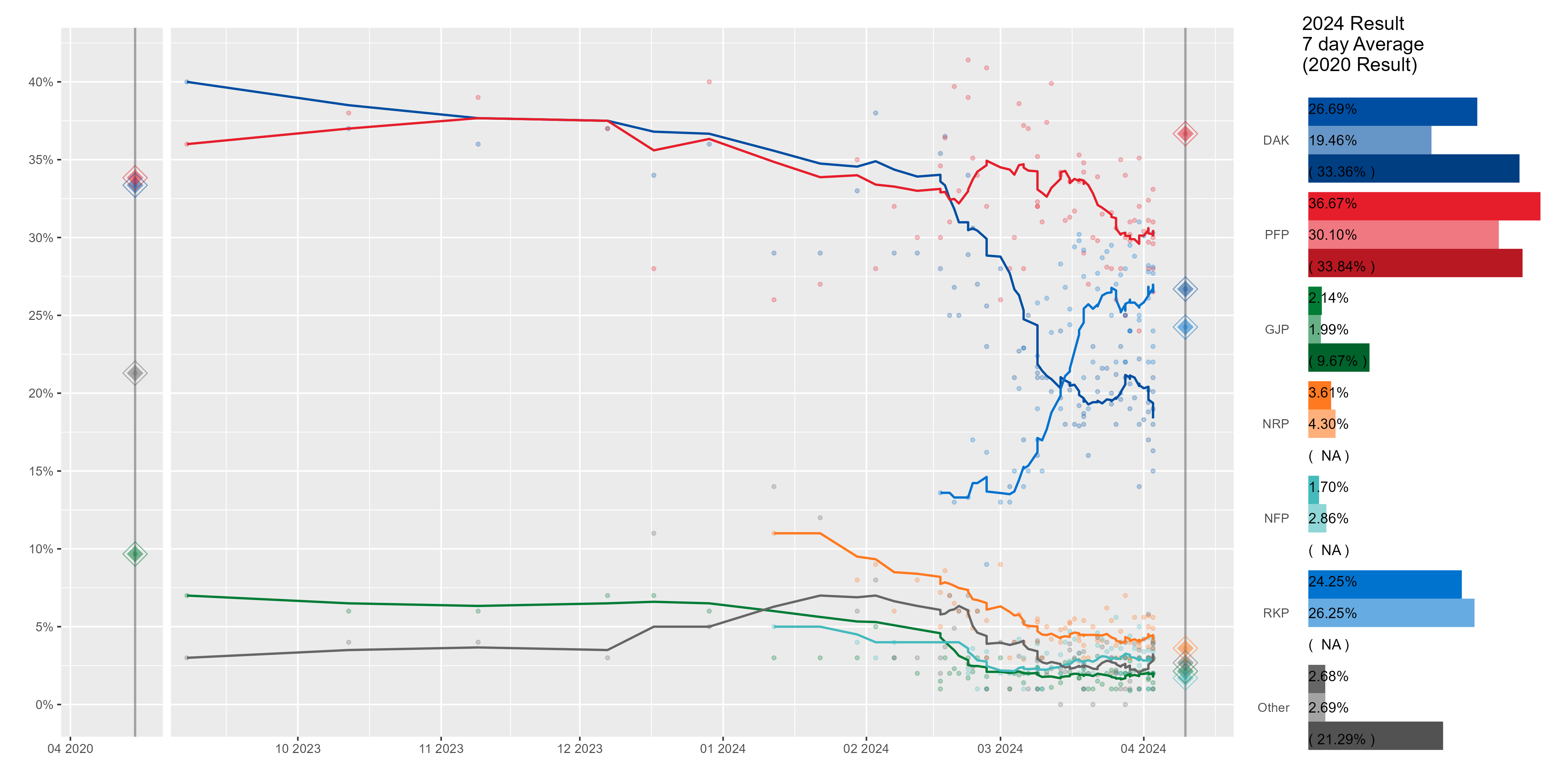
Moyenne lissée des sondages pour le scrutin proportionnel.

## Campagne

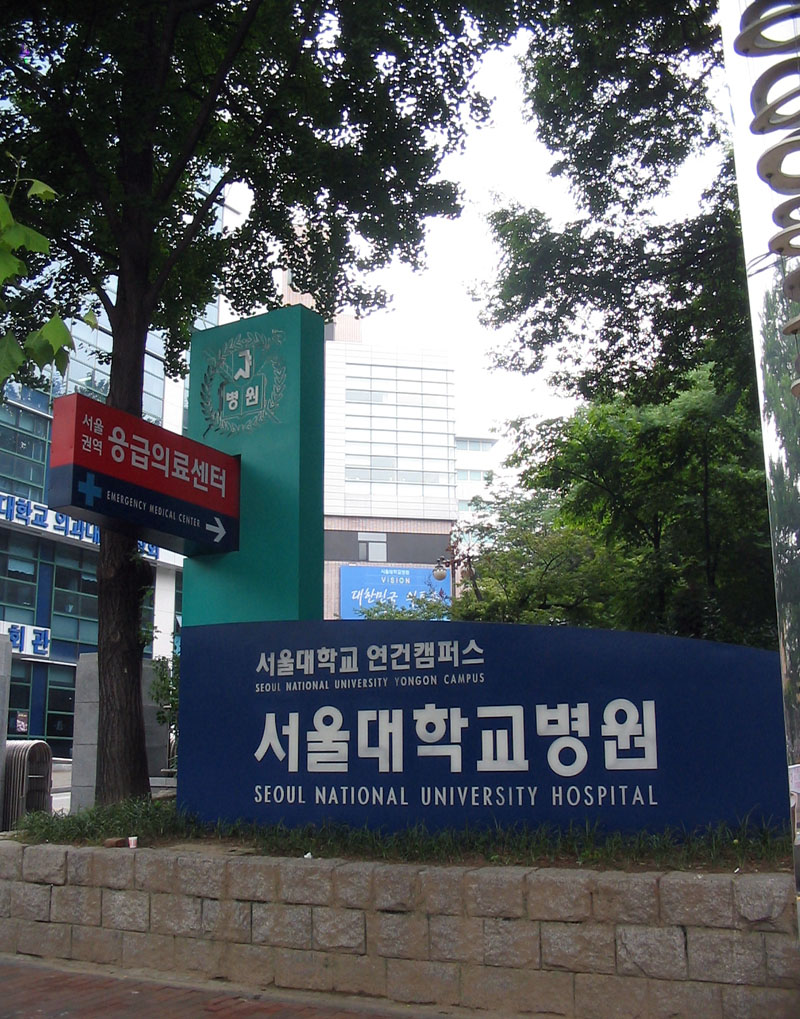
Université de médecine de Séoul

Comme en 2020, Pouvoir au peuple et le Parti démocrate créent des partis satellites destinés à capter les sièges répartis à la proportionnelle. Le premier fonde ainsi le Parti du futur du peuple le 23 février 2024, et le second l'Alliance démocratique de Corée le 3 mars 2024. Cette dernière fonctionne cependant comme une coalition regroupant sur une liste commune des candidats du Parti démocrate, du Parti progressiste et de la Nouvelle alliance progressiste,.
La campagne électorale est dominée par les questions socio-économiques, ainsi que la grève des médecins entamée le 20 février 2024,. Ces derniers s'opposent à une réforme visant à augmenter de 65 % le Numerus clausus d'étudiants en médecine pour faire face à la pénurie de médecins qui touche le pays. Le projet rencontre une vive opposition dans la profession, qui considère que le véritable problème réside dans le déséquilibre de la répartition des médecins entre milieu urbain et rural. Plusieurs milliers de médecins et d'internes en médecine décident de faire grève contre une mesure qu'ils estiment nuisible à la qualité des soins, à leur revenus et à leur statut social. La grève concerne jusqu'à 12 000 internes, soit 93 % des effectifs coréens,. Le mouvement ne parvient cependant pas à obtenir le soutien de l'opinion publique, qui juge que les médecins sont des « privilégiés ». Selon un sondage d'opinion,  84 % des coréens seraient ainsi favorable à la réforme. Début mars, le gouvernement procède à la suspension de plus de 4 900 internes.

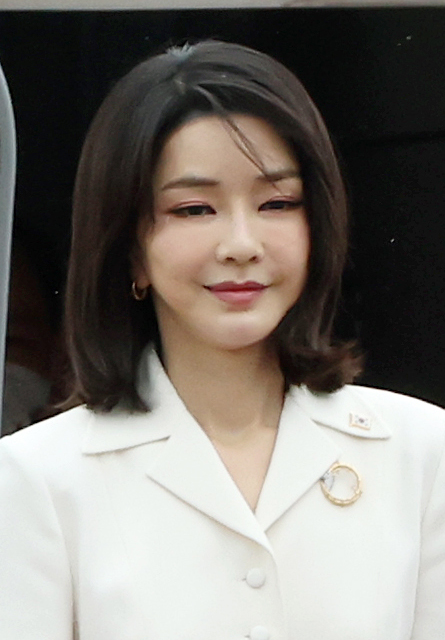
Kim Keon-hee

En campagne pour le Pouvoir au peuple, le président Yoon Suk Yeol commet une « bourde » qui devient l'un des faits marquants de la campagne. Filmé en visite dans un supermarché le 18 mars, il juge raisonnable le prix de 865 Wons des oignons verts — très apprécié dans la cuisine coréenne —, alors que ces derniers se révèlent en fait être au quart de leur prix, le magasin les ayant baissés en prévision de sa visite. Se saisissant de cette scène pour mettre en avant la déconnexion du président des hausses de prix subies par la population, les partis d'opposition font campagne en brandissant des oignons verts dans leurs meetings. Cette situation pousse la commission électorale à interdire la présence d'oignons verts dans les bureaux de vote pour éviter toute « interférence dans le scrutin », une décision abondamment tournée en ridicule sur les réseaux sociaux,. Le président est également handicapé par une polémique visant son épouse Kim Keon-hee. Celle-ci est accusée sur la base d'une vidéo de camera embarquée d'avoir accordée une audience à un pasteur coréo-américain en échange d'un sac Dior d'une valeur estimée à 2 200 dollars. La loi coréenne contre la corruption interdit pourtant aux dirigeants et à leurs conjoints d'accepter des présents d'une valeur supérieure à 750 dollars. Malgré le malaise au sein même du parti présidentiel, dont plusieurs membres se montrent critiques envers la première dame en allant jusqu'à la comparer à la reine française Marie-Antoinette, Yoon Suk Yeol rejette les accusations. Qualifiant la polémique de « manoeuvre politique », il oppose ainsi son veto présidentiel à l'ouverture d'une enquête parlementaire,.
Troisième formation politique dans un pays dominé par un très fort bipartisme, le Parti de la justice décide à la mi-janvier de faire liste commune avec le Parti vert, avec l'ambition affirmée de constituer une grande coalition de la gauche. Cet objectif provoque cependant des dissensions au sein du Parti de la justice, plusieurs de ses haut-dirigeants estimant que le parti ne devrait pas se cloisonner à la seule gauche, mais plutôt se concentrer sur son opposition au bipartisme,.
La campagne voit par ailleurs l'émergence dans les sondages du Parti Reconstruire la Corée, fondé le 3 mars 2024 par un membre dissident du Parti démocrate, Cho Kuk, qui s'oppose à ce qu'il appelle la « dictature des procureurs » et dont il juge Yoon Suk Yeol complice. Ancien ministre de la justice sous la présidence de Moon Jae-in, Cho Kuk avait dû démissionner à la suite d'accusations de corruption à l'encontre de membres de sa famille. Il fait depuis campagne pour la réforme et la dépolitisation du Ministère public, qu'il venait à l'époque de tenter de mettre en œuvre en tant que ministre. Condamné en 2019 à deux ans de prison — toujours en attente de sa procédure d'appel — pour avoir falsifié des documents afin de faire entrer sa fille dans une prestigieuse école de médecine, son engagement dans la campagne prend une tournure personnelle à l'encontre du président Yoon Suk Yeol, à l'époque procureur chargé de l'affaire. Revanchard, Cho Kuk déclare ainsi vouloir « faire de Yoon un canard boiteux, puis un canard mort ».

## Résultats
|                                      |                                      |                                  |                  |                  |                  |                 |                 |                 |              |               |  |  |  |  |
| Partis                               | Partis                               | Partis                           | Circonscriptions | Circonscriptions | Circonscriptions | Proportionnelle | Proportionnelle | Proportionnelle | Total sièges | +/-           |  |  |  |  |
| Partis                               | Partis                               | Partis                           | Voix             | %                | Sièges           | Voix            | %               | Sièges          | Total sièges | +/-           |  |  |  |  |
|                                      |                                      | Parti démocrate                  | 14 758 083       | 50,48            | 161              | 7 567 459       | 26,70           | 8               | 169          | 6             |  |  |  |  |
|                                      | Parti progressiste                   | 302 925                          | 1,04             | 1                | 2                | 7 567 459       | 26,70           | 3               | 3            |               |  |  |  |  |
|                                      | Nouvelle alliance progressiste       | 14 271                           | 0,05             | 0                | 2                | 7 567 459       | 26,70           | 2               | 2            |               |  |  |  |  |
|                                      | Indépendants                         |                                  |                  |                  | 2                | 7 567 459       | 26,70           | 2               | 2            |               |  |  |  |  |
| Total Alliance démocratique de Corée | Total Alliance démocratique de Corée | 15 075 279                       | 51,57            | 162              | 14               | 7 567 459       | 26,70           | 176             | 4            |               |  |  |  |  |
|                                      | Pouvoir au peuple                    | Pouvoir au peuple                | 13 179 769       | 45,08            | 90               |                 |                 |                 | 90           | 6             |  |  |  |  |
|                                      | Parti du futur du peuple             | Parti du futur du peuple         |                  |                  |                  | 10 395 264      | 36,67           | 18              | 18           | 1             |  |  |  |  |
|                                      | Reconstruire la Corée                | Reconstruire la Corée            |                  |                  |                  | 6 874 278       | 24,25           | 12              | 12           | 12            |  |  |  |  |
|                                      | Nouveau parti de la réforme          | Nouveau parti de la réforme      | 195 147          | 0,67             | 1                | 1 025 775       | 3,62            | 2               | 3            | 3             |  |  |  |  |
|                                      | Parti libéral pour l'unification     | Parti libéral pour l'unification | 18 700           | 0,06             | 0                | 642 433         | 2,27            | 0               | 0            | en stagnation |  |  |  |  |
|                                      | Parti de la justice - Parti vert     | Parti de la justice - Parti vert | 107 029          | 0,37             | 0                | 609 313         | 2,15            | 0               | 0            | 6             |  |  |  |  |
|                                      | Nouveau parti du futur               | Nouveau parti du futur           | 200 502          | 0,69             | 1                | 483 827         | 1,71            | 0               | 1            | 1             |  |  |  |  |
|                                      | Autres partis                        | Autres partis                    | 47 942           | 0,16             | 0                | 746 170         | 2,63            | 0               | 0            | en stagnation |  |  |  |  |
|                                      | Indépendants                         | Indépendants                     | 409 761          | 1,40             | 0                |                 |                 |                 | 0            | en stagnation |  |  |  |  |
|                                      |                                      |                                  |                  |                  |                  |                 |                 |                 |              |               |  |  |  |  |
| Suffrages exprimés                   | Suffrages exprimés                   | Suffrages exprimés               | 29 234 129       | 98,63            |                  | 28 344 519      | 95,58           |                 |              |               |  |  |  |  |
| Votes blancs et invalides            | Votes blancs et invalides            | Votes blancs et invalides        | 406 790          | 1,37             | 1 309 931        | 4,42            |                 |                 |              |               |  |  |  |  |
| Total                                | Total                                | Total                            | 29 640 919       | 100              | 254              | 29 654 450      | 100             | 46              | 300          | en stagnation |  |  |  |  |
| Abstentions                          | Abstentions                          | Abstentions                      | 14 604 633       | 33,01            |                  | 14 625 561      | 33,03           |                 |              |               |  |  |  |  |
| Inscrits / participation             | Inscrits / participation             | Inscrits / participation         | 44 245 552       | 66,99            | 44 280 011       | 66,97           |                 |                 |              |               |  |  |  |  |

## Analyse et conséquences

Résultats par circonscription

Le scrutin du 10 avril est précédée de trois jours de vote anticipé les 5, 6 et 7 avril, au cours desquels plus de 13 millions d'électeurs votent sur les 44 millions inscrits sur les listes électorales, soit près d'un tiers des électeurs,. Ce total monte à 29 millions de votants avec l'ouverture des 14 259 bureaux de vote du pays le 10 avril, de 6 à 18h. La participation s'établit à un peu plus de 66 %, en très légère hausse par rapport à 2020. Il s'agit néanmoins du taux le plus élevé à des élections législatives coréennes depuis celles de 1992.
Le Parti démocrate remporte une victoire décisive, sans pour autant obtenir la majorité des deux tiers à l'Assemblée nationale, malgré des résultats préliminaires le laissant entendre. Son dirigeant, Lee Jae-myung, remercie ainsi « avec un coeur humble » l'électorat au soir du scrutin. L'obtention de la majorité des deux tiers par le biais d'alliance avec des partis mineurs aurait permis à l'opposition de pouvoir passer outre au veto présidentiel sur les propositions de loi et l'ouverture d'enquêtes parlementaires, ou même d'entamer une procédure de destitution du président,.
Deuxième vainqueur du scrutin, le parti Reconstruire la Corée fondé par Cho Kuk est remarqué pour sa bonne performance. Le nouveau parti arrive ainsi troisième pour sa première participation à un scrutin national, conduisant Cho Kuk à qualifier les résultats de « victoire du peuple ». Bien qu'antisystème, une alliance de Reconstruire la Corée avec le Parti démocrate est jugée probable afin de rapprocher l'opposition de la majorité qualifiée des deux tiers.
Les élections sont par conséquent perçues comme un vote sanction à l'encontre du parti Pouvoir au peuple du président Yoon Suk Yeol. Celui-ci manque de peu de perdre son veto, ce qui l'aurait de fait placé en situation de cohabitation jusqu'à la fin de son mandat en 2027, mettant un terme à ses projets de réforme dans les secteurs de la santé, du travail et de l’éducation. Ces derniers se retrouvent néanmoins fragilisé par le désaveu obtenu dans les urnes,. Le 11 avril, le Premier ministre Han Duck-soo présente sa démission au président Yoon Suk Yeol, qui déclare qu'il compte honorer « avec humilité » la décision de la population, prend acte de la perte de confiance de cette dernière envers son administration, et fait part de son intention d'en « étudier les causes » pour la réformer. Han Dong-hoon démissionne le même jour de la direction du parti, en déclarant « assumer la responsabilité de sa défaite aux élections ».
De manière plus générale, le scrutin marque un cran supplémentaire dans la polarisation du pays. Habitué aux campagnes politiques passionnelles, celui-ci voit le phénomène exacerbé par les invectives des dirigeants des deux principaux partis lors de la campagne électorale — Lee Jae-myung ayant ainsi promis de « punir » le président Yoon Seok-youl, ce dernier promettant quant à lui de le « trainer en justice ». La tentative d'assassinat de Lee Jae-myung début janvier est ainsi symptomatique du climat de violence de la politique coréenne, en hausse de scrutin en scrutin.